# Чемпионат СССР по самбо 1969
23-й чемпионат СССР по самбо проходил в Дзержинске (РСФСР) с 21 по 23 ноября 1969 года. В соревнованиях участвовало 126 спортсменов.

## Медалисты
| Весовая категория              | Золото                                     | Серебро                                 | Бронза                                                                               |
| ------------------------------ | ------------------------------------------ | --------------------------------------- | ------------------------------------------------------------------------------------ |
| Наилегчайший вес (до 58 кг)    | Александр Хош «Динамо» (Омск)              | Х. Разыкулов «Динамо» (Ташкент)         | Г. Бейнашвили «Колмеурне» (Каспийск) Виктор Жердев «Динамо» (Москва)                 |
| Легчайший вес (до 62 кг)       | Николай Козицкий Советская Армия (Киев)    | Анзор Джангобеков «Динамо» (Тбилиси)    | Александр Колыско «Динамо» (Одесса) Сергей Мельниченко «Динамо» (Киев)               |
| Полулёгкий вес (до 66 кг)      | Сергей Суслин Советская Армия (Ленинград)  | Анзор Марткоплишвили «Динамо» (Тбилиси) | Н. Бейнашвили «Динамо» (Тбилиси) Виктор Бутырский «Динамо» (Москва)                  |
| Лёгкий вес (до 70 кг)          | Давид Рудман «Динамо» (Москва)             | А. Новиков «Динамо» (Харьков)           | Константин Басс Советская Армия (Москва) Александр Колпаков Советская Армия (Москва) |
| 1-й полусредний вес (до 75 кг) | Андрей Цюпаченко «Динамо» (Москва)         | В. Борчашвили «Буревестник» (Гори)      | Н. Юлдашев «Динамо» (Ташкент) А. Маргвелани «Динамо» (Тбилиси)                       |
| 2-й полусредний вес (до 80 кг) | Анатолий Бондаренко Советская Армия (Киев) | Александр Шуклин Советская Армия (Киев) | С. Косоев «Динамо» (Орджоникидзе) Георгий Котик «Динамо» (Кишинёв)                   |
| 1-й средний вес (до 86 кг)     | Кирилл Романовский «Буревестник» (Москва)  | Валерий Кардаполов Пермь                | Пётр Карамалак «Динамо» (Киев) Т. Еремашвили «Спартак» (Тбилиси)                     |
| 2-й средний вес (до 93 кг)     | Евгений Солодухин Советская Армия (Москва) | А. Трофимов «Труд» (Московская область) | В. Гурняк «Динамо» (Киев) И. Каюмов «Динамо» (Куйбышев)                              |
| Полутяжёлый вес (до 100 кг)    | Анзор Киброцашвили «Буревестник» (Гори)    | Василий Усик «Молдова» (Кишинёв)        | Борис Шапошников Советская Армия (Ленинград) М. Аношкин Куйбышев                     |
| Тяжёлый вес (свыше 100 кг)     | Владимир Саунин Советская Армия (Киев)     | Игорь Андроников «Динамо» (Ленинград)   | Г. Гзиришвили «Гантиади» (Грузинская ССР) Виталий Кузнецов Советская Армия (Москва)  |